# Musée Ivan-Vassilenko
Le musée Ivan-Vassilenko (en russe : Музей И. Д. Василенко) est un musée situé à Taganrog, oblast de Rostov, dans une maison où, de 1923 à 1966, a vécu l'écrivain Ivan Dmitrievitch Vassilenko, lauréat du prix Staline. Le musée fait partie de l'association du musée littéraire, historique et architectural d'État de Taganrog. Il est situé sur la rue Tchekhov, 88. 

## Histoire
La maison où Ivan Vassilenko a vécu avec sa famille de 1923 à 1966 a été construite en 1906. Elle fait partie du patrimoine culturel d'importance régionale. L'écrivain est né le 20 janvier 1895 à Makeïevka et après sept ans, il a déménagé avec ses parents à Taganrog. Dans cette ville, il a vécu toute sa vie restante, créant ses œuvres, et est décédé le 26 mai 1966 de la tuberculose. Sur le mur du bâtiment se trouve une plaque. 
En 1988, l'ancien appartement de l'écrivain a été transféré dans un musée-réserve. En mai 2004, une exposition a été ouverte avec le cabinet où l'écrivain a travaillé sur ses œuvres, et le couloir de la maison. La collection du musée raconte la vie personnelle et publique de l'écrivain, avec son entourage. Le musée contient divers documents, photographies, objets personnels, ainsi que des matériaux qui racontent les événements du début du XXe siècle à Taganrog. En 2008 a été inaugurée une exposition consacrée aux étapes de la création de son œuvre Artemka. 
Devant le musée se trouve la sculpture d'Artiomka, le héros principal des œuvres de Vassilenko, dont quelques aventures ont été publiées en France par les éditions La Farandole en 1956 sous le titre « Un jeune acteur ». C'est une sculpture d'un garçon aux pieds nus dans une casquette, serrant une petite boîte dans sa main droite. Le monument a été installé en 2010, le sculpteur est David Begalov.